# Victor Webster

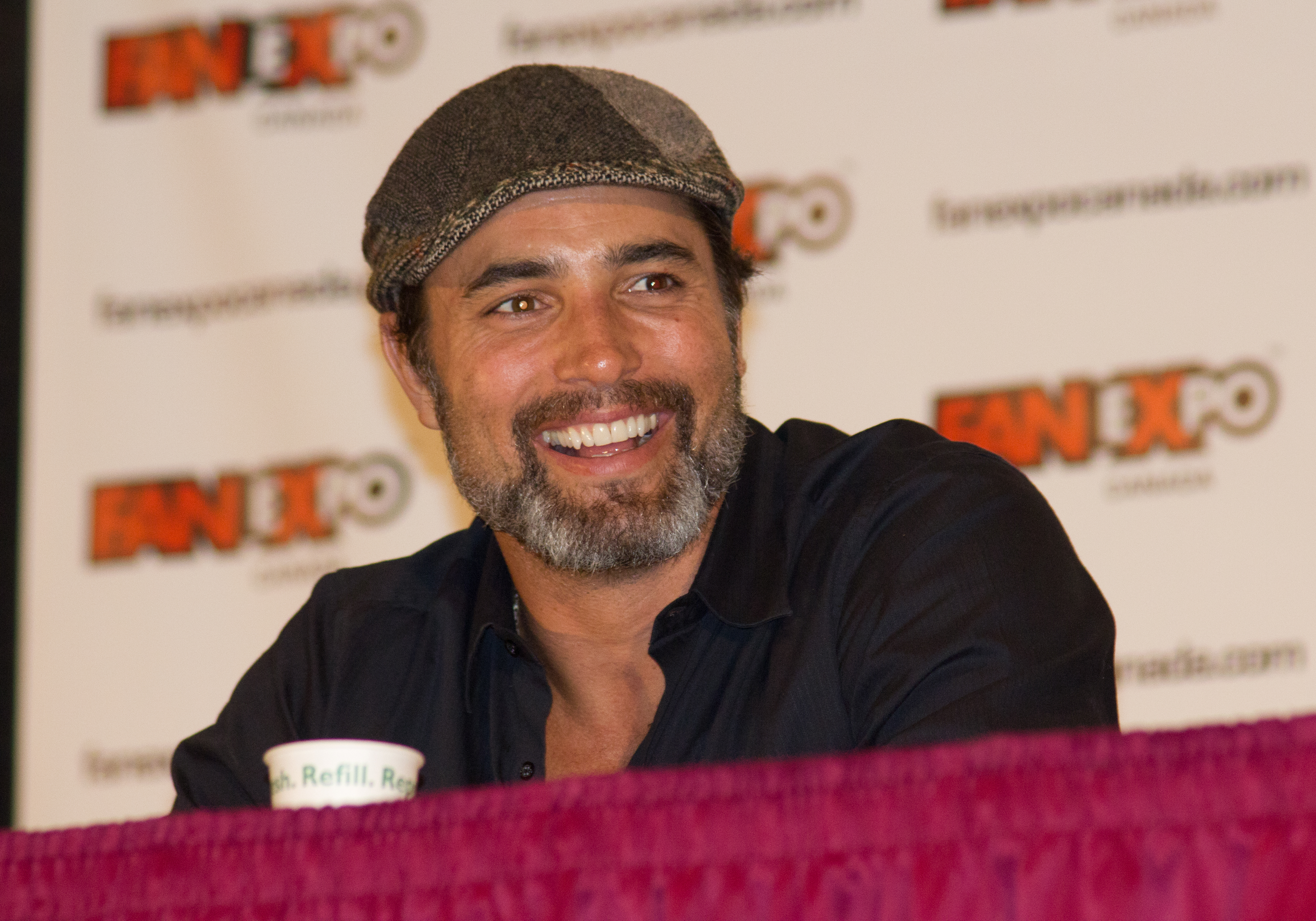
Victor Webster em 2012.

Victor Webster (Calgary, 7 de fevereiro de 1973) é um ator canadense. Seu trabalhos mais conhecidos na televisão são em Continuum, Days of our Lives, Mutant X e Charmed.

## Biografia
Seu pai é um oficial de polícia e sua mãe, uma estilista de cabelo. Victor tem ascendência italiana, alemã, inglesa, espanhola e escocesa. Quando adolescente, o seu mau comportamento, muitas vezes, o deixava em sérios apuros. O que então, fez com que Victor se matriculasse em aulas de artes marciais. Ele se tornou um professor, de título "faixa preta".

Mais tarde, tornou-se proprietário de uma empresa de importações e exportações. Como na escola, demonstrou muito interesse em teatro, em 1999, entrou na televisão no seriado Days of our Lives da produtora NBC. Em 2000, posou para a revista feminina Playgirl na edição de janeiro. 

Depois dessa série, entrou no elenco da série de ação, Mutant X em 2001, a qual ficou em três temporadas. Em 2002, foi listado pela revista People Magazine como um dos "50 Mais Solteiros Aceitáveis". Ele apareceu também, no filme de comédia Bringing Down the House e na série Sex and the City, como o namorado de Samantha. Tambem participou de castle como namorado medico da detetive beckett na 3ª temporada. 

## Filmografia
2014 - O Escorpião Rei 4 - Na busca pelo poder
- 2014 - Família por acaso... Ben
- 2011 - O escorpião Rei - Batalha pela redenção
- 2009 - Melrose Place ... Caleb Brewer
- 2009 - Harper's Island ... Hunter Jennings (3 episódios)
- 2008 - Heart of a Dragon ... Rick Hansen
- 2007 - Primal Scream ... Jesse
- 2007 - Moonlight ... Owen Haggans
- 2007 - Lincoln Heights ... Dr. Christian Mario (6 episódios)
- 2007 - Sands of Oblivion ... Mark Tevis
- 2007 - NCIS ... Dane Hogan
- 2007 - CSI: Miami ... Roberto Chavez
- 2006 - Reba
- 2006 - Charmed ... The Cupid Coop (7 episódios)
- 2006 - Life Happens ... Chuck
- 2006 - Related ... Marco (4 episódios)
- 2006 - Emily's Reasons Why Not ... Stan
- 2006 - Man vs. Monday ... Paul
- 2005 - Noah's Arc ... Brett
- 2005 - Inconceivable ... Sam Marrak
- 2005 - Must Love Dogs ... Eric
- 2005 - Las Vegas ... Estefan
- 2005 - Dirty Love ... Richard
- 2003 - Sex and the City ... Chip Kil-Kinney
- 2003 - Bringing Down the House ... Glen
- 2002 - Wishmaster 4: The Prophecy Fulfilled ... Hunter
- 2001 - V.I.P. ... Dean McGee
- 2001 - Becker ... Craig
- 2001 - Baywatch ... Lyle Garrett
- 2001 - Mutant X ... Brennan Mulwray (66 episódios)
- 2000 - The Chippendales Murder ... Marco Carolo
- 2000 - Gangland ... Joey
- 1999 - Days of our Lives ... Nicholas Alamain (4 episódios)
- 1999 - The Lot ... Victor Mansfield
- 1997 - Sunset Beach ... Roger (3 episódios)